# Кафасе
Кафасе (итал. Cafasse) је насеље у Италији у округу Торино, региону Пијемонт.
Према процени из 2011. у насељу је живело 2328 становника. Насеље се налази на надморској висини од 410 м.

## Становништво
| 1936. | 1951. | 1961. | 1971. | 1981. | 1991. | 2001. | 2011. |
| ----- | ----- | ----- | ----- | ----- | ----- | ----- | ----- |
| 2.682 | 2.663 | 2.806 | 3.280 | 3.599 | 3.545 | 3.516 | 3.511 |